# Homosexualität im Vereinigten Königreich

Vereinigtes Königreich

Homosexualität wird im Vereinigten Königreich von der Gesellschaft weitgehend akzeptiert. Seit 2003 existiert ein Antidiskriminierungsgesetz, welches auch die Rechte von Homosexuellen schützt. Darüber hinaus besteht seit 2013 die Möglichkeit für homosexuelle Paare, die Ehe einzugehen und zuvor seit 2004 die Möglichkeit, eine gleichgeschlechtliche Lebenspartnerschaft einzugehen.

## Legalität
Im Vereinigten Königreich sind homosexuelle Handlungen nicht strafbar. Entsprechende Paragraphen wurden 1967 (England und Wales), 1981 (Schottland) und 1982 (Nordirland) abgeschafft.

## Antidiskriminierungsgesetze
Im Juni 1987 gewannen Margaret Thatcher und ihre Partei, die Tories, die Britischen Unterhauswahlen 1987; Thatchers dritte Amtszeit als Premierministerin begann.
Thatcher äußerte 1987 auf einem Parteitag ihrer Partei: Children who need to be taught to respect traditional moral values are being taught that they have an inalienable right to be gay („Kindern, denen man beibringen muss, traditionelle moralische Werte zu respektieren, wird beigebracht, dass sie ein unveräußerliches Recht hätten, schwul zu sein“).
Hinterbänkler der Tories und Mitglieder des Oberhauses (Peers) hatten zuvor eine Kampagne begonnen, die eine angebliche „Förderung der Homosexualität“ kritisierte. Im Dezember 1987 wurde die umstrittene Clause 28 (= Section 28) als ein Amendement zu dem hinzugefügt, was später der Local Government Act 1988 wurde.
1997 kam es zu einem Regierungswechsel; Tony Blair von der Labour-Partei wurde Premierminister. Die Regierung konnte es im Jahr 2000 nicht durchsetzen, die Clause 28 wieder vollständig abzuschaffen. Jedoch gelang dies im Jahr 2003, womit heute eine Diskriminierung am Arbeitsplatz verboten ist.
Ein Gericht in Nordirland entschied im Jahr 2015, dass die bestehende Gesetzeslage es Konditoren nicht gestattet, einem gleichgeschlechtlichen Paar die Herstellung einer Hochzeitstorte zu verwehren. Auf dieser Torte sollten unter anderem auch Ernie und Bert aus der „Sesamstraße“ zu sehen sein, deren Zusammenleben teils mit Homosexualität assoziiert wird. Das Ehepaar, welches das Unternehmen betreibt, lehnte diesen Auftrag mit der Begründung ab, dass die Produktion einer solchen Torte gegen die eigenen christlichen Überzeugungen verstoßen würde. Die Auftraggeber wandten sich verärgert an die Gleichstellungskommission Nordirlands, welche das Gerichtsurteil zugunsten des gleichgeschlechtlichen Paares erzielte. Der Attorney General ging gegen dieses Urteil in Berufung.

## Anerkennung gleichgeschlechtlicher Lebenspartnerschaften
Am 18. November 2004 wurde das Gesetz Civil Partnership Act 2004 verabschiedet und seit dem 5. Dezember 2005 können gleichgeschlechtliche Paare landesweit eine staatlicherseits anerkannte Partnerschaft (=Civil Union) eingehen.
Homosexuelle Paare haben in Großbritannien alle Rechte und Pflichten einer Ehe und ihnen ist es auch möglich, Kinder zu adoptieren.
Die erste standesamtliche Verpartnerung nach dem Civil Partnership Act 2004 fand am 5. Dezember 2005 zwischen Matthew Roche und Christopher Cramp am St. Barnabas Hospice, Worthing, West Sussex statt.
Eingetragene Partnerschaften sind auch auf der Isle of Man sowie seit Oktober 2009 auf Jersey erlaubt.

## Ehe
Im September 2011 kündigte die britische Gleichstellungsministerin Lynne Featherstone an, die Ehe werde im Vereinigten Königreich innerhalb der nächsten vier Jahre geöffnet. Im März 2012 stellte Lynne Featherstone den Gesetzentwurf zur Eheöffnung der Öffentlichkeit vor, der am 5. Februar 2013 im House of Commons angenommen wurde und am 21. Mai 2013 in dritter Lesung im Unterhaus verabschiedet wurde.
Im Juli 2013 wurde beschlossen, die Ehe ab dem 29. März 2014 in England und Wales für gleichgeschlechtliche Paare zu öffnen. Im Juli 2013 wurde im Schottischen Parlament ein Gesetzentwurf zur Eheöffnung eingebracht, der im Dezember 2013 in Erster Lesung und am 4. Februar in Zweiter Lesung angenommen wurde. Das Gesetz ist seit Herbst 2014 in Kraft. Im Dezember 2015 wurde die gleichgeschlechtliche Ehe auf der Kanalinsel Guernsey erlaubt. Für Nordirland allerdings gilt die Ehe-Öffnung nicht; Aktivisten in diesem Landesteil kämpfen eindringlich für eine Angleichung. Seit 2016 ist die gleichgeschlechtliche Ehe auf der Isle of Man und in Gibraltar erlaubt. Im März 2017 wurde parlamentarisch die Ehe für gleichgeschlechtliche Paare auf den Falklandinseln geöffnet. Im Mai 2017 wurde die Ehe für gleichgeschlechtliche Paare durch Gerichtsentscheid auf der Insel Bermuda geöffnet. Am 1. Februar 2018 wurde die Ehe für gleichgeschlechtliche Paare parlamentarisch auf der Kanalinsel Jersey geöffnet. Am 13. Januar 2020 trat die Eheöffnung in Nordirland in Kraft.
Die kirchliche Trauung gleichgeschlechtlicher Paare wurde bei den Quäkern in der Methodist Church of Great Britain, in der Scottish Episcopal Church, in der Church of Scotland sowie in der United Reformed Church erlaubt.
In der Church of England (seit Dezember 2023) und in der Church in Wales sind öffentliche Segnungsfeiern für homosexuelle Ehepaare erlaubt.

## Gesellschaftliche Situation

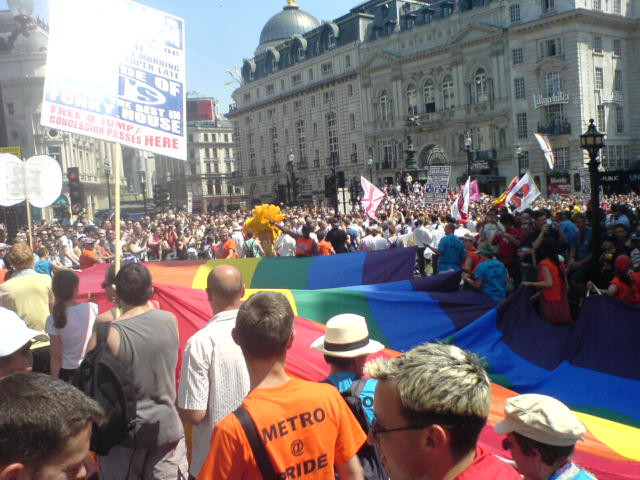
Europride London 2006

Eine Eurobarometer-Umfrage vom Dezember 2006 fand heraus, dass 46 Prozent der Briten der Öffnung der Ehe für gleichgeschlechtliche Partner zustimmen, 33 Prozent haben nichts gegen die Möglichkeit einzuwenden, dass gleichgeschlechtliche Paare Kinder adoptieren. Dies entspricht in etwa den EU-weiten Standardwerten von 44 bzw. 33 Prozent.

## Geschichtliche Entwicklung
In den 1950er Jahren wurde Homosexualität als Sittlichkeitsvergehen bestraft. Es kam immer wieder zu Prozessen und Verurteilungen, die in der Bevölkerung für Aufsehen sorgten.
Der Fall des Anwaltssohnes Michael Pitt-Rivers und des Journalisten Peter Wildeblood von 1953/54 wurde weitgehend bekannt als der „Montagu-Fall“, der auch in den Zeitungen wie im Daily Mirror und im New Statesman behandelt wurde. Einen Monat nach der Verurteilung der beiden willigte der Innenminister ein, ein Komitee einzuberufen, welches die Gesetzeslage überprüfen sollte. So wurde im August 1954 ein Abteilungskomitee von 15 Frauen und Männern einberufen, um „das Gesetz und dessen Umsetzung in Bezug auf homosexuelle Delikte und die Behandlung der Personen, die dadurch verurteilt werden“ zu untersuchen.
Der Bericht (Report of the Departmental Committee on Homosexual Offences and Prostitution), der besser als der Wolfenden-Report bekannt ist, wurde am 3. September 1957 veröffentlicht und schlug vor, dass „homosexuelles Verhalten zwischen zwei einwilligenden Erwachsenen im Privaten nicht länger verfolgt werden solle“. Er sagte weiterhin aus, dass „Homosexualität nicht legitim begründet als Krankheit betrachtet werden kann, da sie in vielen Fällen das einzige Symptom darstellt und in allen anderen Zusammenhängen mit einer vollkommenen geistigen Gesundheit kompatibel ist“.
Der Erzbischof von Canterbury, Geoffrey Fisher, begrüßte den Bericht mit der Begründung, dass sich der Gesetzgeber nicht in die Privatsphäre der Menschen einmischen sollte.
Im Jahr 1958 leitete das Innenministerium weitere Untersuchungen ein, welche unter anderem das Aufkommen von „vermeidbarer“ Homosexualität mit der „schlechten Qualität der normalen Beziehungen zwischen Männern und Frauen“ begründete. Am 12. Mai 1958 wurde die Homosexual Law Reform Society gegründet, die die Umsetzung der vorgeschlagenen Punkte des Wolfenden-Report forderte.
In den 1960er-Jahren wurden Vorschläge zur Entkriminalisierung der Homosexualität zwar immer wieder von einzelnen Politikern in das Parlament eingebracht, konnten jedoch nicht durchgesetzt werden. Nach fast 10 Jahren massiver Kampagnen wurde das Sexualstrafrecht 1967 vom Parlament geändert (Sexual Offences Act), um einige der Forderungen des Wolfenden Komitees umzusetzen. Fortan war Homosexualität zwischen Männern über 21 (ein höheres Schutzalter als für heterosexuelle Handlungen) nicht mehr strafbar, jedoch nicht in öffentlichen Räumen, Hotels oder wenn etwa ein dritter im selben Haus, jedoch in einem anderen Zimmer anwesend war. Das Gesetz galt auch nicht für Nordirland und Schottland, wo die Homosexualität weiterhin strafbar blieb.
Kampagnen wie die Campaign for Homosexual Equality und die Gay Liberation Front forderten daher weiterhin totale Gleichstellung.
In den späten 1970er Jahren sollte Homosexualität in Schottland genau wie in England und Wales entkriminalisiert werden, doch kam es dazu erst 1980. Bereits 1979 empfahl eine Arbeitsgruppe des Innenministeriums, das Schutzalter für homosexuelle Handlungen auf 18 Jahre zu senken.
Die 1980er Jahre brachten einerseits sowohl eine Ausdehnung der Schwulenrechte als auch Einschränkungen. Das Verbot von Homosexualität wurde in Nordirland 1982 aufgehoben. Im Jahre 1988 trat in England ein Gesetz in Kraft, das unter dem Signum Clause 28 bekannt wurde. In ihm wurde festgelegt, dass die Kommunalbehörden dazu angehalten sind, Homosexualität (inklusive Material, das Homosexualität enthält) nicht absichtlich zu befürworten. Des Weiteren durften homosexuelle Partnerschaften in der Schule nicht als gleichwertige Lebensgemeinschaften gegenüber heterosexuellen Partnerschaften und Familien dargestellt werden.
In den 1990er Jahren scheiterte der Versuch, das Schutzalter für gleichgeschlechtlichen Sex auf 16 anzugleichen, jedoch wurde es danach auf 18 herabgesetzt. Erst auf Drängen des Europäischen Gerichtshofes für Menschenrechte wurde diese Ungleichheit im Parlament behandelt, jedoch wiederholt 1998 und 1999 vom House of Lords abgelehnt. Gegner der Gesetzesänderung argumentierten schlicht, dass sie Kinder schützen wollten. Janet Young, Baroness Young sagte: „Homosexuelle Praktiken bergen ein großes Gesundheitsrisiko für junge Leute“.
Im Jahr 2000 wurde die vom Parlament ausgearbeitete Änderung zum dritten Mal vom House of Lords abgelehnt, dann aber doch durch Billigung der Königin durchgesetzt (siehe unten).
Im Rahmen des Spanner Case wurden in den 1990er Jahren in mehreren Gerichtsverfahren mehrere Angehörige der Lederszene wegen der Ausübung einvernehmlicher sadomasochistischer Praktiken in Großbritannien verurteilt. Das Verfahren führte zu einem Grundsatzurteil des Europäischen Gerichtshofs für Menschenrechte. Zwei der Verhafteten begingen in Folge Selbstmord, mehrere verloren ihre Arbeit. In acht Fällen wurden Gefängnisstrafen bis zu viereinhalb Jahren ausgesprochen.
Strafrechtliche Verbote von gleichgeschlechtlichen Gruppensex wurden im Juli 2000 vom Europäischen Gerichtshof für Menschenrechte nach Art. 8 für menschenrechtswidrig erklärt.
2001 wurde das Schutzalter für gleichgeschlechtlichen Sex dem für heterosexuellen angeglichen und auf 16 Jahre gesenkt. Gegen die Clause 28 gab es immer wieder zahlreiche Proteste, an denen sich auch der Sänger Boy George mit dem Titel No Clause 28 beteiligte. Sie wurde dann 2003 zusammen mit dem veralteten Sexualstrafrecht abgeschafft. Eine Kommission für Gleichheit und Menschenrechte wurde einberufen. Des Weiteren wurde die Adoption für gleichgeschlechtliche Paare in Schottland, England und Wales ermöglicht. 2003 wurde darüber hinaus auch ein Antidiskriminierungsgesetz eingeführt. Anfang 2007 wurde der bisherige Schutzbereich im Arbeitsrecht auf das Zivilrecht ausgeweitet. Am 18. September 2004 wurde das Gesetz für die Civil Partnership, die eingetragene Lebenspartnerschaft, erlassen, das homosexuellen Paaren die gleichen Rechte wie in der Ehe zugesteht. Kritiker bemängeln eine viel zu späte Umsetzung dieses Rechtes und die extra Bezeichnung für die homosexuelle Ehe, die als eine Art von sexueller Apartheid bewertet werden könne. 2013 wurde die gleichgeschlechtliche Ehe eingeführt (siehe oben).
Im Oktober 2016 diskutierte das britische Parlament einen Gesetzesentwurf, der eine Rehabilitation aller früher für Homosexualität verurteilten Personen, die heute noch am Leben sind, vorsah. Diesen Gesetzesentwurf nahm das Parlament nicht an.